# 鏡家サーガ
『鏡家サーガ』（かがみけサーガ）は、佐藤友哉の小説シリーズ。講談社ノベルスなどから出版されている。イラストは笹井一個。

## 概要
鏡家の七人兄弟を主要キャラクターとする小説のシリーズ。北海道千歳市周辺を舞台に、鏡家、初瀬川研究所、祁答院財閥が中心となって起きる事件を描く。
第21回メフィスト賞受賞作であり、佐藤のデビュー作である『フリッカー式』を含め、2018年2月現在までに本編が4編執筆されている。また、「例外編」「入門編」「本格編」というサブタイトルが付けられた番外編も執筆されている（「本格編」は未完）。
「鏡家」はJ・D・サリンジャーの『グラース・サーガ』に登場する「グラース家」がモチーフになっている。『ナイン・ストーリーズ』はサリンジャーの「ナイン・ストーリーズ」へのオマージュであり、タイトルはすべて野崎孝訳による邦題からもじってつけられている。
2000年代前半の講談社ノベルスや『ファウスト』で人気を博していた、舞城王太郎の「奈津川サーガ」や西尾維新の「戯言シリーズ」と似た趣向のシリーズで、ミステリ小説の体をとった作品がほとんどだが、SF小説や青春小説の要素も含まれている。『ナイン・ストーリーズ』に収められている短編は純文学的作品であり、いくつかは純文学誌である『群像』に発表され、書籍化の折には講談社ノベルスではなく単行本で出版された。
初期3作の発売時はアダルトゲームや萌え系アニメなどサブカルチャーからの大胆な引用で話題になったが、新本格ミステリとしての評価は低く売り上げには繋がらなかったため、講談社ノベルスでは一度シリーズ打ち切りになっている。その一方で大塚英志や東浩紀など非ミステリ系の批評家には評価され、彼らの支援を受けつつシリーズを続行した。
鏡家サーガには含まれないが、登場人物や世界観を一部共通している長編『クリスマス・テロル』『少年探偵にはむかない事件』がある。また、ゲーム『ダンガンロンパシリーズ』のノベライズ作品である『ダンガンロンパ十神』には、鏡家サーガの登場人物・設定がクロスオーバー的に登場した。
2021年11月より「佐藤友哉デビュー20周年記念復刊企画」として『フリッカー式』『エナメルを塗った魂の比重』『水没ピアノ』『クリスマス・テロル』が星海社FICTIONSより4カ月連続で刊行された。

## 作品時系列
- 1978年12月 - 「コードウェイナー・スミスの青の時代」
- 1986年12月 - 「レディ」
- 1995年12月 - 「小川のほとりで」
- 1996年7月 - 『エナメルを塗った魂の比重 鏡稜子ときせかえ密室』
- 1998年7月 - 「チェリーフィッシュにうってつけの日」
- 1999年8月 - 「憂い男」
- 2001年8月 - 「愛らしき目もと口は緑」
- 2001年10月 - 「ナオミに捧ぐ――愛も汚辱のうちに」
- 2002年1月 - 『水没ピアノ 鏡創士がひきもどす犯罪』
- 2002年7月 - 「ラストオーダーの再稼働 鏡佐奈はおわらない探偵」
- 2003年6月 - 「対ロボット戦争の前夜」
- 2005年6月 - 『鏡姉妹の飛ぶ教室 〈鏡家サーガ〉例外編』
- 2005年9月 - 『クリスマス・テロル invisible × inventor』
- 2006年1月 - 「鏡姉妹の動物会議 〈鏡家サーガ〉本格編」
- 2006年7月 - 『青酸クリームソーダ 〈鏡家サーガ〉入門編』
- 2006年9月 - 「わたしのひょろひょろお兄ちゃん」
- 2006年?月 - 「七回忌」
- 2007年7月 - 『フリッカー式 鏡公彦にうってつけの殺人』

## 主な登場人物

### 鏡家の七人兄弟
鏡 癒奈（かがみ ゆな）
1974年生まれ。長女。通称「神様」。
公彦に「六人の意識と世界を決定づけた」と語られるほど、兄弟たちに大きな影響を与えた。
2004年、30歳の誕生日を目前に動機不明の自殺を遂げ、この世を去った。
登場作品：「コードウェイナー・スミスの青の時代」「レディ」「チェリーフィッシュにうってつけの日」「ナオミに捧ぐ」「七回忌」『青酸クリームソーダ』
鏡 潤一郎（かがみ じゅんいちろう）
1977年生まれ。長男。通称「精神的暴力男」。
初瀬川研究所に勤める科学者。プライベートでも白衣を着用する。
歳下の兄弟たちにも丁寧語で話すなど一見物腰柔らかであるが、狂気に満ちた思想を持つ。
兄弟たちへ過保護に接し、「守るつもりですべてを壊してしまう」ほどに歪んだ愛情を抱いている。
登場作品：「レディ」「よく規律のとれた七年だった」「対ロボット戦争の前夜」「七回忌」『青酸クリームソーダ』
鏡 稜子（かがみ りょうこ）
1979年生まれ。次女。通称「予言者兼同人馬鹿」。
予言能力を持つ。能力としては「六十点くらい」であり、任意のタイミングで未来予知を行うことはできず、予言の範囲や対象を指定することもできない。生活の中、これから起こる未来の出来事が突然脳裏をよぎる程度のものである。周囲の人間の危機を予言することもあれば、未発表の新作ゲームの発売を予言することもある。
高校中退後、札幌市を拠点に全国を放浪しており、漫画やアニメの成人向け二次創作同人誌の執筆活動で口を糊している。
いかなる状況でもどのような相手でも飄々と話す。サブカルチャーのパロディ的な台詞を多用する。
登場頻度は兄弟内最多。なにかと物語に絡むことが多い。
登場作品：「レディ」「小川のほとりで」「チェリーフィッシュにうってつけの日」『エナメルを塗った魂の比重』「よく規律のとれた七年だった」『鏡姉妹の飛ぶ教室』「鏡姉妹の動物会議」「音楽の七番目の機能」「七回忌」『青酸クリームソーダ』『フリッカー式』
鏡 創士（かがみ そうじ）
1985年生まれ。次男。通称「引用病」。
美形の交際家。読書と洋楽を好む。
フィクション作品の台詞や地の文を引用して会話する癖がある。公彦曰く「病的なまでの引用病」。言動やふるまいに気障なところが見受けられる。年齢が近いため、兄弟内では特に公彦との交流が多い。
兄弟の通称は創士が命名したもの。自分の通称はつけたがらなかったため、「引用病」は公彦によって与えられた。
登場作品：「レディ」「小川のほとりで」「チェリーフィッシュにうってつけの日」「愛らしき目もと口は緑」「あの子の大好きな七ページを、みんなで、いっせいに見るお話」「音楽の七番目の機能」『水没ピアノ』『青酸クリームソーダ』『フリッカー式』
鏡 公彦（かがみ きみひこ）
1988年生まれ。三男。通称「シスコン」。
自他共に認めるシスコンであり、妹の佐奈を溺愛している。
2006年時点で大学1年生。高校卒業と同時に千歳市内で一人暮らしをはじめ、中古車を購入した。邦楽が好きでギターを所有している。
本人は「兄弟の中では比較的まともな存在」と自認しているが、非常に直情的な性格で、尋常ではない行動に及ぶきらいがある。那緒美には「無個性な人間ではあるが、キレると怖い」と評されている。
口癖は「さてと」「嘘だけど」。
公彦の一人称視点で語られる作品は多く、しばしば物語の軸を握る語り手となる。
登場作品：「小川のほとりで」『エナメルを塗った魂の比重』「憂い男」「よく規律のとれた七年だった」「対ロボット戦争の前夜」『鏡姉妹の飛ぶ教室』「音楽の七番目の機能」『青酸クリームソーダ』『フリッカー式』
鏡 佐奈（かがみ さな）
1991年生まれ。三女。通称「誘惑式幼女」。
肩まで伸びた黒髪、すっと通った鼻、黒目がちの瞳の正統派美少女。
公彦からの愛を一身に受けており、本人もそれに好意的に応えている。公彦ほどではないが、創士にも愛されている様子。
人懐っこく可愛らしいが気は強い。激情し思考や言葉が乱れることがある。
2007年7月、3人の男に強姦を受けた後、自宅裏の公園で死体で発見された。
登場作品：「小川のほとりで」「憂い男」「よく規律のとれた七年だった」「私のひょろひょろお兄ちゃん」「鏡姉妹の動物会議」『鏡姉妹の飛ぶ教室』『青酸クリームソーダ』「音楽の七番目の機能」「七回忌」『フリッカー式』「ダンガンロンパ十神」
鏡 那緒美（かがみ なおみ）
1992年生まれ。四女。通称「悪魔憑き」。
普段は非常に寡黙で小声だが、「憑いた」相手には著しく饒舌になる。
色白で痩身。髪は耳を隠すくらいまでのショートカット。偏食で肉が苦手、無類の甘党である。
登場作品：「小川のほとりで」「よく規律のとれた七年だった」「ナオミに捧ぐ」「チェリーフィッシュにうってつけの日」「対ロボット戦争の前夜」『鏡姉妹の飛ぶ教室』「鏡姉妹の動物会議」『青酸クリームソーダ』「ダンガンロンパ十神」

### 祁答院財閥
祁答院 浩之（けとういん ひろゆき）
1989年生まれ。祁答院財閥の跡取り息子。
裏社会の関わる事件に介入し、端々で暗躍する。裏財閥や初瀬川研究所の事情に詳しい。
常に陽気にふるまうが、裏財閥の人間らしく残忍な一面も持つ。姉の唯香を溺愛しているシスコンである。
拳銃やロッドなどの武器を扱うことができる。戦闘技能は低くはないが、かませ犬になることが多い。
登場作品：『鏡姉妹の飛ぶ教室』「鏡姉妹の動物会議」『クリスマス・テロル』『フリッカー式』「ダンガンロンパ十神」
祁答院 唯香（けとういん ゆいか）
1989年生まれ。浩之の双子の姉。
常に浩之と行動を共にしている。危険な場所や状況でも尻ごみしない豪胆さをもつ。
表情は常に一定であり、その端正な顔から感情を読みとることは難しい。行動、会話のテンポは非常にマイペースである。言葉数は少ないがシュールなジョークも言う。時折、浩之が驚くほどの意外な発言や行動に出ることがある。
登場作品：『鏡姉妹の飛ぶ教室』「鏡姉妹の動物会議」『クリスマス・テロル』『フリッカー式』「ダンガンロンパ十神」

### その他の登場人物
小林 冬子（こばやし とうこ）
1990年生まれ。『クリスマス・テロル』の主人公。
北広島市在住。快活な少女。明日美は高校の部活の先輩であり、仲が良い。
2005年9月、苫小牧市の港に停泊していた船に衝動的に乗りこみ、訪れた島で壮絶な体験をした。
2007年8月、電車内で痴漢に遭っていたところを公彦に助けられるが、その後突き刺しジャックに殺される。
登場作品：『クリスマス・テロル』『フリッカー式』
明日美（あすみ）
1988年生まれ。公彦の幼なじみ。
自分の意思とは関係なく、突き刺しジャックが殺人を犯す際の視界を強制的に共有する能力を持つ。
公彦と同じ大学に通っており、同じサークルに所属している。鏡家の兄弟たちと面識がある。
登場作品：「憂い男」『フリッカー式』
山本 砂絵（やまもと すなえ）
1979年生まれ。稜子の同級生。
札幌にある私立鷹乃羽高校二年B組の生徒。1992年、突然人肉以外を食べられなくなる。
登場作品：『エナメルを塗った魂の比重』
兵藤 春雄（ひょうどう はるお）
1991年生まれ。佐奈の同級生。
長身で体格の良い少年。佐奈に好意を寄せている。
2005年6月6日に起きた地震による地盤沈下に呑まれた市立蒼葉中学校の中を、佐奈とともに行動した。
登場作品：『鏡姉妹の飛ぶ教室』
金井 妙子（かない たえこ）
1992年生まれ。初瀬川研究所の闘牛士（トレロ）。巨乳で赤みのかかった髪の少女。
強い選民思想を持つ。性的対象は女性であり、興奮すると「うひゅひゅひゅ」と笑う。
エレキギターを武器として使用する。白兵戦における戦闘技能が非常に高い。
登場作品：『鏡姉妹の飛ぶ教室』「ダンガンロンパ十神」
灰掛 めじか（はいかけ めじか）
1990年生まれ。2006年7月に千歳市で連続殺人に及んだ少女。巨乳である。
凶器に竹ヤリを使用。最初の犯行を目撃した公彦に、自らの殺人の「動機の推理」をするように要求した。
登場作品：『青酸クリームソーダ』

## 用語
馬鹿げた世界（ばかげたせかい）
日常を乖離した異常事態のフェーズを指す言葉。作中でしばしば登場する言葉であり、公彦や稜子が使う。
突き刺しジャック（つきさしじゃっく）
少女連続殺人犯。少女をナイフで突き刺して殺害する一定の手口からその名がついた。
1999年9月の初犯から2007年8月に及ぶまで、北海道から九州地方の全国の少女を七十七人殺害している。
本屋には関連本が置かれ、ワイドショーでは花形的扱いを受け、『本日の突き刺しジャック予報』という3分間番組が放送されるなど、常に世間の注目を集めている。
初瀬川研究所（はせがわけんきゅうじょ）
初瀬川賀庸（はせがわよしのぶ）をトップとする研究機関。鏡家長男・潤一郎が所属する。
「分野を問わず規模を問わず、あらゆる現象やあらゆる対象を徹底的に研究する」が唯一の公式発表。研究成果などは一切発表しておらず、その名前はどんな子供でも知っているが、なにを研究しているのかは誰も知らない。
ロボット（ろぼっと）
初瀬川研究所で秘密裏に研究・開発されているもののひとつ。
人間の記憶を、その人間の精巧な複製品に移植させた存在。オリジナルの人間と同じように思考、行動ができる。
極めて元の人間に近い作りになっており、ロボット本人も自らがロボットとはわからないほど。単純に「ロボット」と呼称されているが、工学的な技術で作られた存在なのか、クローンに近い存在であるのかは不明。妊娠が可能であることが明かされている。
裏財閥（うらざいばつ）
表立って知られる財閥とは同一に語られない、裏世界で存在・暗躍する財閥。
祁答院、入来院、大宮司（だいぐうじ）、佐倉（さくら）、小川（おがわ）の五つで形成される。
祁答院財閥（けとういんざいばつ）
裏財閥の筆頭。当主は祁答院旗清（けとういんはたきよ）。浩之と唯香は旗清の孫である。
初代祁答院砂井門（けとういんさいもん）によって礎が築かれ、二代目砂井門によって完成された。
「牛」を用いて成り上がった。「牛」をめぐり、初瀬川研究所と複雑な関係にあり、協定を結んでいる。
入来院財閥（いりきいんざいばつ）
初瀬川研究所のバックボーンである裏財閥。
本土から船で20時間ほど離れた「薄荷島」に「無頼館」をかまえる。入来院はこの島で薄荷栽培を行い財を成した。
『少年探偵には向かない事件』では当主として入来院牧久（いりきいんまきひさ）が登場した。
牛（うし）
ある特殊能力を持つ人間のこと。作中には複数の牛やなりそこないが登場する。
闘牛（トロ）
「牛」の生成過程において、身体能力が異常発達したタイプの者たちを総称した表現。
闘牛士（トレロ）
「闘牛」と渡り合える戦闘能力を持つ初瀬川研究所の所員。

## 既刊リスト

### 単行本
長編
- フリッカー式 鏡公彦にうってつけの殺人
  - 2001年7月、講談社ノベルス、ISBN 978-4-06-182196-5
  - 2007年3月、講談社文庫、ISBN 978-4-06-275319-7
  - 2021年11月、星海社FICTIONS、ISBN 978-4-06-526152-1
- エナメルを塗った魂の比重 鏡稜子ときせかえ密室
  - 2001年12月、講談社ノベルス、ISBN 978-4-06-182210-8
  - 2007年9月、講談社文庫、ISBN 978-4-06-275832-1
  - 2021年12月、星海社FICTIONS、ISBN 978-4-06-526457-7
- 水没ピアノ 鏡創士がひきもどす犯罪
  - 2002年3月、講談社ノベルス、ISBN 978-4-06-182241-2
  - 2008年4月、講談社文庫、ISBN 978-4-06-276022-5
  - 2022年1月、星海社FICTIONS、ISBN 978-4-06-526777-6
- 鏡姉妹の飛ぶ教室 〈鏡家サーガ〉例外編
  - 2005年2月、講談社ノベルス、ISBN 978-4-06-182414-0 - 初出：講談社のWebサイト[1]で連載、2003年7月～2004年1月
- 青酸クリームソーダ 〈鏡家サーガ〉入門編
  - 2009年2月、講談社ノベルス、ISBN 978-4-06-182597-0 - 初出：『ファウスト』Vol.7、2008年8月
- ラストオーダーの再稼働　鏡佐奈はおわらない探偵
  - 2012年7月、星海社『佐藤友哉×星海社のGumroad1000ドル小説の旅』の企画による作品。限定12部販売。全てエンディングが異なる。

短編
- ナイン・ストーリーズ
  - 2013年8月、講談社、ISBN 978-4-06-218474-8

チェリーフィッシュにうってつけの日 （『群像』2004年8月号）
わたしのひょろひょろお兄ちゃん （『ファウスト』Vol.5、2005年5月）
対ロボット戦争の前夜 （『ファウスト』Vol.5、2005年5月）
憂い男 （『ファウスト』Vol.6 SIDE-A、2005年11月）
小川のほとりで （『群像』2004年8月号）
ナオミに捧ぐ――愛も汚辱のうちに （『ファウスト』Vol.5、2005年5月）
愛らしき目もと口は緑 （『ファウスト』Vol.6 SIDE-A、2005年11月）
コードウェイナー・スミスの青の時代 (『ネット小説SNS - dNoVeLs』2012年12月25日に発表)
レディ （『ファウスト』Vol.6 SIDE-A、2005年11月）
関連単行本
- クリスマス・テロル invisible × inventor
  - 2002年8月、講談社ノベルス、ISBN 978-4-06-182269-6
  - 2009年3月、講談社文庫、ISBN 978-4-06-276301-1
  - 2022年2月、星海社FICTIONS（予定）
- 少年探偵には向かない事件
  - 2022年10月、星海社FICTIONS　ISBN 978-4-06-528078-2

### 未単行本化作品
- 鏡姉妹の動物会議
  - 第一回 自信と侍臣 （『メフィスト』2008年5月号）
- 音楽の七番目の機能
  - 2020年11月、第三十一回文学フリマ東京で販売された同人誌『ELITES vol.2』に収録。

- 七回忌
  - 2021年1月1日、本編テキストをダウンロードできるリンクがTwitter上で公開[2]。

- よく規律のとれた七年だった
  - 2021年11月、第三十三回文学フリマ東京で販売された『ELITES vol.4』に収録。

- あの子の大好きな七ページを、みんなで、いっせいに見るお話
  - 2022年5月、「佐藤友哉デビュー20周年記念復刊企画」の際に実施されたクラウドファンディングのリターンとして支援者に限定配布。

## 他作家による〈鏡家サーガ〉
漂流カーペット（著：竹本健治）
講談社の文芸誌『メフィスト』の企画「メフィスト賞トリビュート」で執筆された。2010年8月出版の講談社ノベルス『QED 鏡家の薬屋探偵』、2017年3月出版の『しあわせな死の桜』に収録されている。
- 漂流カーペット 前編 （初出：『メフィスト』2009 VOL.3、2009年12月） - イラスト：林タケ志
- 漂流カーペット 後編 （初出：『メフィスト』2010 VOL.1、2010年4月） - イラスト：林タケ志

ライ麦畑でつかまえていて（著：斜線堂有紀）
2022年8月、「佐藤友哉デビュー20周年記念復刊企画」の際に実施されたクラウドファンディングのリターンとして支援者に限定配布された。

## 海外での刊行
|   | 日本（日本語） 講談社ノベルス | 台湾（中国語） 浮文字                            | 韓国（韓国語） ファウストノベルズ                                |
| - | ----------------------------- | ------------------------------------------------ | ---------------------------------------------------------------- |
| 1 | フリッカー式                  | 電影般的風格（直訳：映画のようなスタイル）       | 플리커 스타일（発音：プリッコー スタイル）                       |
| 1 | 2001年7月                     | 2006年2月                                        | 2006年8月                                                        |
| 2 | エナメルを塗った魂の比重      | 搪瓷靈魂的比重                                   | 에나멜을 바른 혼의 비중（発音：エナメルル バルン ホネ ビジュン） |
| 2 | 2001年12月                    | 2006年4月                                        | 2007年7月                                                        |
| 3 | 水没ピアノ                    | 沉沒的鋼琴                                       | 수몰 피아노（発音：スモル ピアノ）                               |
| 3 | 2002年3月                     | 2006年6月                                        | 2008年1月                                                        |
| 4 | クリスマス・テロル            | 聖誕節的恐怖份子（直訳：クリスマスのテロリスト） | 크리스마스 테롤（発音：クリスマス テロル）                       |
| 4 | 2002年8月                     | 2007年3月                                        | 2008年11月                                                       |
| 5 | 鏡姉妹の飛ぶ教室              | 鏡姐妹的飛行教室                                 |                                                                  |
| 5 | 2005年2月                     | 2007年6月                                        |                                                                  |
| 6 | 青酸クリームソーダ            |                                                  |                                                                  |
| 6 | 2009年2月                     |                                                  |                                                                  |

### 台湾
単行本
- 電影般的風格──鏡公彥理想的殺人方式 （尖端出版 浮文字、2006年2月、ISBN 978-9-57-103166-8） - フリッカー式
- 搪瓷靈魂的比重──鏡稜子與變裝密室 （尖端出版 浮文字、2006年4月、ISBN 978-9-57-103207-8） - エナメルを塗った魂の比重
- 沉沒的鋼琴──鏡創士還原的犯罪拼圖 （尖端出版 浮文字、2006年6月、ISBN 978-9-57-103269-6） - 水没ピアノ
- 鏡姐妹的飛行教室──鏡家事件系列外傳 （尖端出版 浮文字、2007年6月、ISBN 978-9-57-103391-4） - 鏡姉妹の飛ぶ教室〈鏡家サーガ〉例外編

関連単行本
- 聖誕節的恐怖份子 invisible x inventor （尖端出版 浮文字、2007年3月、ISBN 978-9-57-103289-4） - クリスマス・テロル

### 韓国
単行本
- 플리커 스타일-카가미 키미히코에게 어울리는 살인 （鶴山文化社 ファウストノベルズ、2006年8月、ISBN 8952982401） - フリッカー式
- 에나멜을 바른 혼의 비중-카가미 료코와 변화하는 밀실 （鶴山文化社 ファウストノベルズ、2007年7月、ISBN 978-8-95-299197-3） - エナメルを塗った魂の比重
  - 発売4カ月後の2007年11月、韓国刊行物倫理委員会により「19歳未満購入禁止」に指定された。[3]
- 수몰 피아노-카가미 소지가 되돌리는 범죄 （鶴山文化社 ファウストノベルズ、2008年1月、ISBN 978-8-95-299198-0） - 水没ピアノ

関連単行本
- 크리스마스 테롤 invisible × inventor （鶴山文化社 ファウストノベルズ、2008年11月、ISBN 978-8-92-580029-5） - クリスマス・テロル

雑誌掲載
- 『파우스트』（韓国版ファウスト）vol.5、鶴山文化社、2008年4月
  - 나의 나약한 오빠 （わたしのひょろひょろお兄ちゃん）
  - 대로봇 전쟁 전날 밤 （対ロボット戦争の前夜）
  - 나오미에게 바친다 -사랑도 오욕 속에 （ナオミに捧ぐ 愛も汚辱のうちに）
- 『파우스트』（韓国版ファウスト）vol.6 SIDE-A、鶴山文化社、2009年7月
  - 착한 남자 （憂い男）
  - 사랑스러운 눈매, 입은 초록 （愛らしき目元口は緑）
  - 레이디 （レディ）